# Michaił Majorow

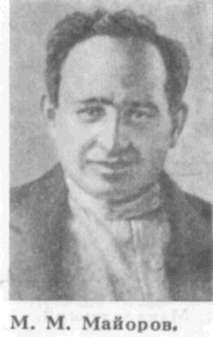
Michaił Mayorov

Michaił Moisiejewicz Majorow, właśc. Mejer Moisiejewicz Biberman (ros. Михаил Моисеевич Майоров (Меер Моисеевич Биберман), ur. 22 stycznia 1890 we wsi Skarodnaje w guberni mińskiej, zm. 20 stycznia 1938) – radziecki polityk i działacz partyjny.

## Życiorys
Urodzony w żydowskiej rodzinie rzemieślniczej, po ukończeniu szkoły podstawowej pracował jako krawiec, 1906 wstąpił do SDPRR, kilkakrotnie aresztowany. W 1912 skazany na zesłanie do Ust'-Sysolska (obecnie Syktywkar), 1914 zwolniony, w 1917 członek Kijowskiego Komitetu SDPRR(b) i Komitetu Wykonawczego Rady Kijowskiej. Od marca 1918 członek Kolegium Ludowego Komisariatu Spraw Wewnętrznych Ukraińskiej SRR, 1918 przewodniczący Wszechukraińskiego Komitetu Rewolucyjnego, w lipcu 1918 przewodniczący Wszechukraińskiego Tymczasowego Komitetu Robotniczej Partii Komunistycznej, od 12 lipca do 9 września 1918 zastępca członka KC KP(b)U. Od 13 lipca do października 1918 i ponownie od października 1918 do lutego 1919 sekretarz Kijowskiego Podziemnego Biura Obwodowego KP(b)U, od 9 września do 17 października 1918 członek KC KP(b)U, 1919-1920 pracownik polityczny i gospodarczy Armii Czerwonej, od 6 marca 1919 do 17 marca 1920 zastępca członka KC KP(b)U. Od lipca 1920 do 1922 przewodniczący kijowskiego gubernialnego Sownarchozu, 1922-1923 sekretarz odpowiedzialny odeskiego gubernialnego komitetu KP(b)U, od 10 kwietnia 1923 do 12 maja 1924 członek KC KP(b)U, od lipca 1923 do grudnia 1924 przewodniczący Komitetu Wykonawczego Astrachańskiej Rady Gubernialnej. Od 17 grudnia 1924 do listopada 1925 przewodniczący Komitetu Wykonawczego Tomskiej Rady Gubernialnej, od listopada 1925 do 1927 sekretarz odpowiedzialny Komitetu Okręgowego RKP(b)/WKP(b) w Tomsku, od 29 listopada 1927 do 28 stycznia 1934 członek Centralnej Komisji Kontrolnej KP(b)U, 1927-1930 zastępca przewodniczącego Centralnej Komisji Kontrolnej KP(b)U i zastępca ludowego komisarza inspekcji robotniczo-chłopskiej Ukraińskiej SRR. Od 19 grudnia 1927 do 26 stycznia 1934 członek Centralnej Komisji Kontrolnej WKP(b), od 25 grudnia 1930 do 1932 ludowy komisarz zaopatrzenia Ukraińskiej SRR, od 28 stycznia 1932 do 7 lutego 1933 zastępca członka Biura Politycznego KC KP(b)U, od czerwca 1932 do 11 lutego 1933 I sekretarz Komitetu Obwodowego KP(b)U w Odessie. Od marca 1933 do 2 października 1934 II sekretarz Środkowoazjatyckiego Biura KC WKP(b), 1934-1937 zastępca przewodniczącego Centralnego Związku Stowarzyszeń Spożywców.
15 października 1937 aresztowany, 12 stycznia 1938 skazany na śmierć przez Wojskowe Kolegium Sądu Najwyższego ZSRR pod zarzutem przynależności do kontrrewolucyjnej organizacji terrorystycznej, następnie rozstrzelany. 2 czerwca 1956 pośmiertnie zrehabilitowany.